# Poliido
Poliido (in greco antico Πολύειδος, "che vede molte cose") o Polido è un personaggio della mitologia greca e fu un celebre indovino della mitologia greca. Divenuto famoso per il mito che lo vede protagonista della resurrezione di Glauco.

## Genealogia
Le sue origini sono avvolte dal mistero, dato che esistono due diverse possibili ascendenze per lui.
Poliido era discendente di Melampo, un altro veggente di grande fama e dato che quest'ultimo era padre di Abante e Mantio, diverse fonti dicono che Cerano era il padre di Poliido e quindi uno di questi due era suo nonno. Secondo uno scoliaste di Omero Iliade, Poliido aveva due figli, Euchenore e Clito, da Euridamia, figlia di Fileo. Pausania, invece, dice che Poliido era padre di Cerano, Mantio (che presero parte alla guerra di Troia, nonostante le tetre predizioni che il padre rivolgeva al primo di questi) e Asticrateia ed inoltre racconta che da suo figlio Cerano aveva avuto un nipote di nome Euchenore.
In breve, le due linee alternative sono:
1. Melampo – Abante – Cerano – Poliido[2]
2. Melampo – Mantio – Clito – Cerano – Poliido[3]

## Il mito di Poliido e Glauco
Glauco, figlio di Minosse, quando era piccolo, mentre cercava di catturare un topo, cadde in una botte di miele e vi morì. Minosse lo cercò invano dappertutto, così alla fine decise di affidarsi alla divinazione dei Cureti. Questi parlarono per enigmi e gli dissero la seguente frase: "A che cosa rassomiglia il vitello delle mandrie del re, capace di cambiare colore ogni quattro ore, passando attraverso il bianco, il rosso e il nero? Chi saprà paragonare nel modo più esatto questo colore a qualcos'altro, sarà capace di riportarti Glauco ancora vivo!".
Vennero così radunati al palazzo di Minosse tutti i saggi e gli indovini che ci fossero in circolazione e tra questi vi era Polido, che riuscì nell'intento di paragonare il colore del vitello alla mora del rovo che inizialmente è bianca, poi diventa rossa e infine, quando raggiunge il colmo della maturazione, raggiunge il colore nero. Per questo gli fu ordinato di cercare Glauco.
L'indovino, siccome poteva contare su alcuni segni divinatori, riuscì a trovare il figlio del re. Minosse, nonostante ciò, non era ancora pienamente soddisfatto e così ordinò a Polido di resuscitare il bambino, rinchiudendolo in un sepolcro (secondo altre versioni in un giardino-prigione) con il cadavere e con la minaccia di non farlo uscire fino a quando non fosse riuscito a ridonargli la vita. Ovviamente l'indovino non aveva idea di come si potesse fare.
Poliido si disperò per la situazione, inoltre, ad un tratto, vide un serpente avvicinarsi e ciò lo turbò molto e così, temendo che l'animale potesse nuocergli, con una spada che gli aveva lasciato Minosse (secondo altri con un sasso raccolto) e, scagliandolo contro la biscia, la uccise.
Dopo poco un altro serpente arrivò e si accostò a quello morto, lo guardò e se ne andò, per poi fare ritorno con un rametto magico con il quale risuscitò l'altro animale. Allora Poliido, estremamente sorpreso, prese il ramo e poggiandolo su Glauco riuscì a farlo tornare in vita.
Secondo un'altra versione del racconto, Glauco fu resuscitato non da Poliido ma da Asclepio.

### Dopo il ritorno in vita di Glauco
L'avventura alla corte di Minosse di Poliido, purtroppo per lui, non finisce qui. Infatti il re nella sua arroganza non volle che partisse nemmeno dopo aver adempito al suo compito e lo trattenne ad Creta cosicché potesse insegnare a Glauco l'arte della divinazione e della predizione del futuro. Dopo aver fatto ciò, gli fu finalmente consentito di allontanarsi dal palazzo di Minosse, ma prima di partire chiese al giovane Glauco di sputargli dentro la bocca: il fanciullo, stupito dalla richiesta, obbedì e di colpo dimenticò tutto quello che gli era stato insegnato dall'indovino.

### Interpretazione
Secondo alcuni questo mito cela la formula per la fusione del rame, infatti, il vitello è paragonato ad una mora (in greco συκάμινον "sykàminon"), ma in questo caso si pensa che sia stato usato un gioco di parole proprio perché in greco il termine κάμινος ("kàminos") è usato per indicare il forno del fonditore. Glauco (dal greco Γλαῦκος, "Glàukos") significa anche verde (dal greco γλαυκός "glaukòs") e rappresenta simbolicamente la malachite. La botte contenente il miele in cui cade il ragazzo è il crogiolo. La giovenca dei tre diversi colori è il mantice composto dal cuoio che permette di dare le tre varie colorazioni al forno: il nero per l'arrostimento, il bianco per la fusione e il rosso per l'affinazione. Anche il ramo magico ha un significato importante, infatti rappresenta l'usanza dei fonditori di ridurre gli ultimi ossidi del metallo in fusione mescolando con un bastone di legno appena intagliato. Tutta la misteriosità del procedimento consiste nel trasformare una pietra verde (la malachite) in un metallo rosso "vivo".

## Omonimi
- Poliido era anche il nome di un guerriero troiano, figlio di Euridamante e fratello di Abante. I due fratelli vennero uccisi in combattimento da Diomede durante la guerra di Troia.
- Uno dei Proci che insidiano Penelope durante l'assenza di Ulisse si chiamava Poliido.[8]